# أرشيبالد بوكانان
أرشيبالد بوكانان (بالإنجليزية: Archibald Buchanan)‏ هو طيار بطل أمريكي، ولد في 5 أكتوبر 1892 في لونغ آيلند في الولايات المتحدة، وتوفي في 1977.